# 何崝
何崝（1947年7月—），字士耕，号啃轩，别号腐公、锦里先生，斋号十二梅花吟馆，四川成都人，中国学者、书法家，四川大学历史文化学院教授、硕士生导师。在中国古文字方面深有研究。

## 著作
出版有《中国古代社会研究》、《甲骨文字研究》、《金文丛考》等。主要作品《甲骨文字歌》，以歌行体的形式介绍了甲骨学的发展史，是一本甲骨学普及读物。